# 万态野生动物集团
万态野生动物集团是一家总部位于新加坡的自筹资金组织，管理着新加坡万礼的万礼野生动物保护区，其中包括新加坡动物园、夜间野生动物园、河川生态园、新加坡飞禽公园和亚洲雨林探险园。 
新加坡野生动物保育集团于2000年成立，作为企业品牌重塑的一部分，于 2021年10月13日更名为万礼野生动物集团此外，河川生态园更名为河川生态园，而裕廊飞禽公园则搬迁并更名为新加坡飞禽公园。 万礼野生动物集团及其所有成员机构都是东南亚动物园和水族馆协会（SEAZA）的成员。